# Alexander Steinitz
Alexander Steinitz (* 17. Januar 1967 in Salzburg) ist ein österreichischer Dirigent und seit 2018 erster Kapellmeister der Theater Vorpommern.

## Leben
Steinitz erhielt ersten Musikunterricht am Carl Orff-Institut der Hochschule Mozarteum in Salzburg. Nach seiner Gymnasialzeit in Wien studierte er an der dortigen Musikhochschule Dirigieren bei Karl Österreicher und Leopold Hager, sowie Musiktheorie bei Diether de la Motte und Komposition bei Kurt Schwertsik. Nach dem Studienabschluss absolvierte er aus der Basis eines Förderpreises des Österreichischen Bundesministeriums für Unterricht und Kunst, ein Auslandsjahr an der Yale University in den USA, wo er seine Studien im Fach Dirigieren bei Günther Herbig, Eleazar de Carvalho und Lawrence Leighton Smith vervollkommnete.
Vor seiner Position als erster Kapellmeister und stellvertretender Generalmusikdirektor der Theater Vorpommern arbeitete Alexander Steinitz als Erster Kapellmeister und stellvertretender GMD in Krefeld-Mönchengladbach und davor in Meiningen (2009–2011), davor war er Erster Kapellmeister in Magdeburg (2003–2009), Stellvertretender Generalmusikdirektor an den Städtischen Bühnen Osnabrück (2001–2003), sowie zwischen 1995 und 2001 Kapellmeister bei der Intendantin Brigitte Fassbaender am Tiroler Landestheater in Innsbruck.
Alexander Steinitz arbeitete mit dem Deutschen Sinfonieorchester Berlin, dem Philharmonischen Staatsorchester Halle, der Magdeburgischen Philharmonie, dem Staatsorchester Braunschweig, dem Niederösterreichischen Tonkünstlerorchester, dem Tiroler Sinfonieorchester, dem Wiener Kammerorchester, New Haven Chamber Orchestra und den Wiener Kammersolisten, die er auf ihrer Japantournee begleitete, zusammen.
Steinitz war Preisträger beim „Forum junger Künstler“ in Wien, erhielt eine Auszeichnung beim Internationalen Dirigentenforum in Hamm, den Förderpreis des Theaters Magdeburg für die Sparte Musiktheater und machte mehrere Rundfunkaufnahmen. Von der Spielzeit 2003/2004 an arbeitete er als erster Kapellmeister am Theater der Landeshauptstadt Magdeburg, wo er Opernproduktionen wie Mozarts „Figaros Hochzeit“, „Così fan tutte“, Rossinis „Barbier von Sevilla“ oder Glucks „Orpheus und Euridike“ betreute. Weiters dirigierte er Konzerte mit der Magdeburgischen Philharmonie, dem Westsächsischen Sinfonieorchester, dem Preußischen Kammerorchester und dem Jugendsinfonieorchester des Konservatoriums G. Ph. Telemann. Höhepunkte der vergangenen Spielzeiten waren unter anderem eine Neueinstudierung der Oper „La forza del destino“ von Giuseppe Verdi am Staatstheater Braunschweig, eine Open-Air-Realisation von Carl Orffs „Carmina Burana“ in Magdeburg und eine Zusammenarbeit mit dem Choreographen Youri Vámos bei der Neueinstudierung von dessen Ballett „Der Fall Otello“ in Gera. 2006 arbeitete Steinitz mit dem Regisseur Andreas Kriegenburg bei dessen ersten Operninszenierung in Magdeburg zusammen.
Alexander Steinitz ist seit 2005 mit der Violinistin Sonja Matakas verheiratet.